# Gaye Su Akyol

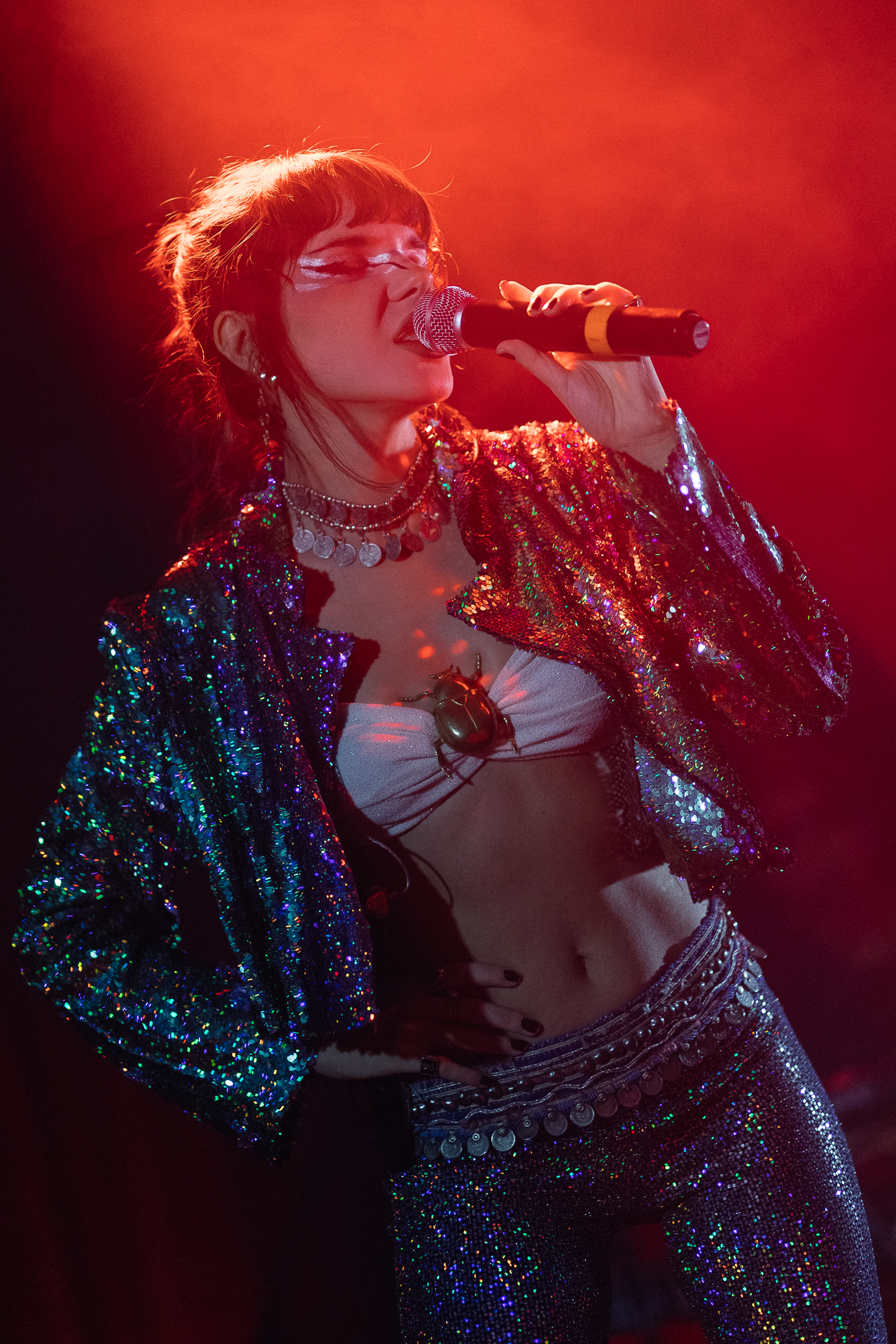
Konzert in Tromsø, November 2023

Gaye Su Akyol (* 30. Januar 1985 in Istanbul) ist eine türkische Künstlerin.

## Leben und musikalisches Wirken
Akyol wurde am 30. Januar 1985 in Istanbul geboren. Ihr Vater ist der Maler Muzaffer Akyol; ihre Mutter starb im Jahr 2014. Akyol studierte an der Yeditepe-Universität, die sie im Jahr 2007 mit einem Abschluss in Sozialanthropologie verließ. Sie arbeitete mit Bands wie Mai, Toz ve Toz und Seni Görmem İmkansız, bevor sie eine Solokarriere startete.
Im Jahr 2017 schrieb sie mehrere Songs für den Soundtrack des Films İstanbul kırmızısı des Regisseurs Ferzan Özpetek.
Akyols musikalischer Stil lässt sich als eine Verbindung von nahöstlicher Volksmusik mit Post-Punk, Grunge oder psychedelischem Surf-Rock beschreiben. Eins ihrer musikalischen Vorbilder ist die Band Nirvana.

## Rezeption und weiteres Schaffen
Akyol wurde vom britischen Musikmagazin Songlines im Jahr 2019 mit dem Songlines Music Award in der Kategorie „Naher Osten“ ausgezeichnet. Sie spielt außerdem eine wichtige Rolle in der türkischen LGBTQI+-Community und war bereits auf der Titelseite des Gzone Magazine zu sehen. Im Jahr 2020 übernahm sie eine Rolle in der auf der Biographie der transsexuellen Künstlerin Iris Mozalar basierenden Dokumentation İris des Regisseurs Volkan Güleryüz.
Der Filmregisseur Fatih Akin hat angekündigt, 2026 einen Dokumentarfilm über sie zu drehen. Gaye Su Akyol lebt in Berlin (Stand Mai 2025).

## Diskografie

### Alben
- 2014: Develerle Yaşıyorum
- 2016: Hologram İmparatorluğu
- 2018: İstikrarlı Hayal Hakikattir
- 2022: Anadolu Ejderi

### EPs
- 2020: Yort Savul: İSYAN MANİFESTOSU!

### Remix-Alben
- 2020: Remiks İmparatorluğu I-III

### Soundtracks
- 2017: İstanbul Kırmızısı (Orijinal Film Müzikleri) (mit Zeytin)
- 2018: Dip (Orijinal Dizi Müzikleri) (mit Ali Güçlü Şimşek & Görkem Karabudak)

### Singles (Auswahl)
- 2014: Ruhun Ölmüş Senin
- 2014: Biliyorum
- 2018: İstikrarlı Hayal Hakikattir
- 2018: Bir Yaralı Kuştum
- 2020: Perişan (mit Gazapizm)
- 2020: İsyan Manifestosu
- 2022: Sen Benim Mağaramsın